# Stazione di Colleferro-Segni-Paliano
La stazione di Colleferro-Segni-Paliano è una stazione ferroviaria sita al km 53+588 della ferrovia Roma-Cassino-Napoli; fu costruita per servire i comuni di Segni, dal quale la stazione prese il primo nome originario, e di Paliano. In seguito alla fondazione del comune di Colleferro, nel cui territorio insiste la stazione, ha cambiato ulteriormente denominazione.
Inaugurata il 1º dicembre 1862 come stazione intermedia, fino al 1958 era anche capolinea della linea per Velletri.
La stazione si trova in località Colleferro Scalo.

## Storia
La stazione fu aperta nel 1862, in occasione dell'attivazione della ferrovia da Roma al confine napoletano ("Pio Latina"), passante per Ciampino, Velletri e Frosinone. La stazione portava in origine il solo nome di Segni; il nome di Paliano venne aggiunto intorno al 1888. Il nome attuale venne assunto in seguito alla fondazione della nuova città di Colleferro (1935).
Nel 1892 fu attivata una variante di tracciato da Ciampino a Segni, passante per Zagarolo; Segni divenne stazione di diramazione, e la vecchia linea via Velletri fu declassata a collegamento locale, fino alla sua soppressione nel 1958.
Il 9 agosto 2015 venne aggiunto il nuovo quarto binario con relativo impianto di segnalamento e con le apparecchiature ad esso connesse.

## Movimento
La stazione di Colleferro è punto di fermata dei treni della linea regionale FL6, che collega Roma con Frosinone e Cassino.

## Servizi
La stazione dispone di:
- Biglietteria a sportello
- Biglietteria automatica
- Sala d'attesa
- Posto di Polizia ferroviaria
- Bar

## Interscambi
Presso la stazione è presente una fermata degli autoservizi urbani Corsi & Pampanelli e interurbani COTRAL.
- Fermata autobus

## Cultura

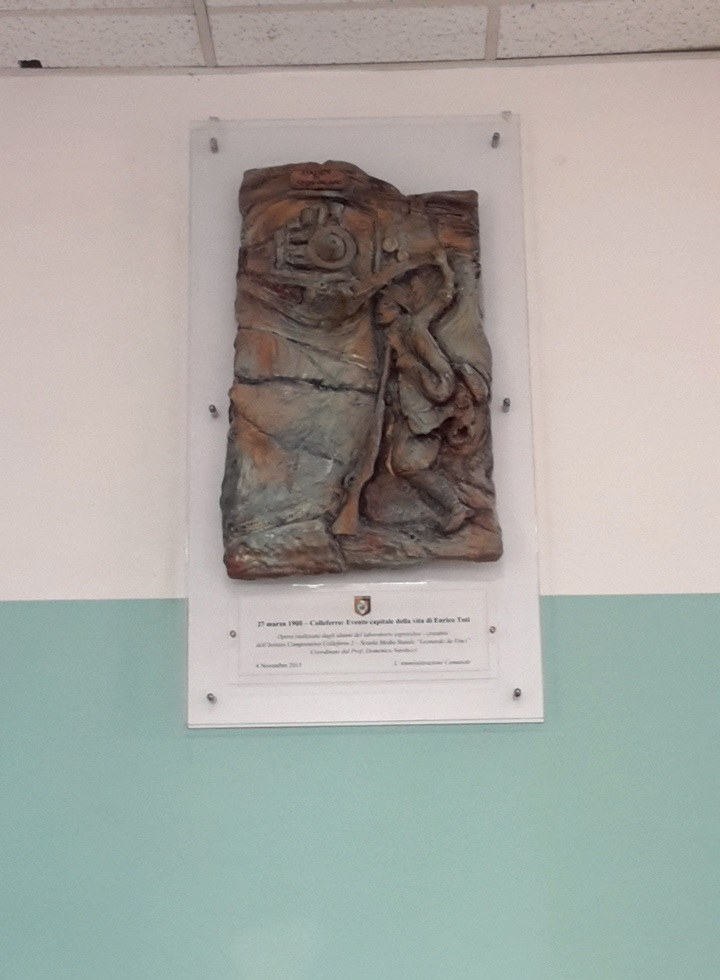
La targa che ricorda Enrico Toti

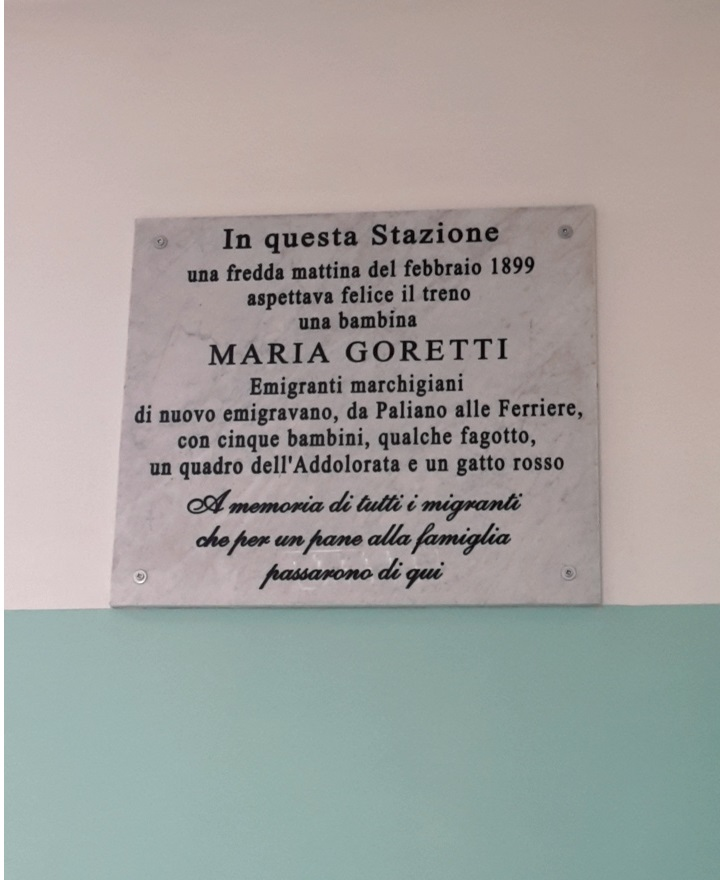
La targa che ricorda il passaggio di Maria Goretti

O tu, ne l’aria grigia, torto e senza
fiori, alberel di Segni Paliano
che deridendo accenni di lontano
alla inutile nostra impazienza,
or quando fiorirai, livido nano,
se non dunque fiorisci a la presenza
 di lei che chiude la divina essenza
d’ogni fiore nel sangue sovrumano?
Ben ti compiango. Già di tra le spesse
argentee frecce de la nube occhieggia
languidamente a’colli umidi il Sole.
E fende l’aria un sibilo… Oh promesse
del desiderio! Oh come a noi fiammeggia
ne l’anima secreta un altro sole!
Il 2 aprile 1889 Gabriele D'Annunzio fece tappa alla stazione di Colleferro, avendo sbagliato treno nel corso di uno dei suoi itinerari d'amore con l'amante Barbara Leoni (Elvira Natalia Fraternali). Mentre aspettava nella sala d'attesa della stazione (per 2 ore) il treno per tornare a Roma, scrisse la poesia L'Alberello; una targa commemorativa, posta nella sala stessa, rievoca il particolare episodio.
Ogni 2 aprile, a partire dal 2009, vi si riuniscono ammiratori di D'Annunzio per scrivere poesie nella sala che ospitò il poeta. Dalle 16 alle 18 gli autori hanno due ore di tempo per comporre una poesia, un saggio o un'opera letteraria su un tema precedentemente concordato; il miglior lavoro viene premiato.